# Pablo de Blasis
Pablo Ezequiel de Blasis, né le 4 février 1988 à La Plata en Argentine, est un footballeur argentin qui joue au poste de milieu offensif.
Surnommé La Pulga en raison de sa petite taille, De Blasis débute en Argentine avant de rejoindre l'Asteras Tripolis en 2012. Deux ans plus tard, il signe au FSV Mayence et devient un élément important du club allemand. De Blasis s'engage à SD Eibar à l'été 2018. 

## Biographie
De Blasis est formé au Gimnasia, mais réalise ses débuts en prêt au Ferro Carril Oeste. Il joue son premier match professionnel le 13 février 2010, contre le Sportivo Italiano, en Primera B Nacional. De Blasis passe deux saisons au club, avant de revenir au Gimnasia pour la saison 2011-2012.
Il marque son premier but le 10 octobre 2011, lors d'une défaite 1-2 face au CA Atlanta en championnat. De Blasis inscrit quatre buts en vingt-sept rencontres. Ses performances attire le regard du club grec de l'Asteras Tripolis.
Il effectue une première saison relativement discrète, mais son exercice 2013-2014 est remarqué, De Blasis marquant dix buts en Superleague Elláda. Le milieu offensif argentin signe alors au 1. FSV Mayence 05 à l'été 2014, après une performance de haut vol lors d'un match de Ligue Europa, où il inscrit un but face aux Allemands. 
De Blasis joue plus de cent matchs de Bundesliga, où il inscrit quinze buts.
Au mercato d'été 2018, De Blasis signe un contrat de deux ans à la SD Eibar. Le 15 septembre 2018, il est titularisé pour son premier match de Liga contre l'Atlético de Madrid (1-1). De Blasis marque son premier but dans l'élite espagnole le 21 janvier 2019, lors d'un succès 3-0 face à l'Espanyol de Barcelone. Il inscrit également un but contre le FC Barcelone en mai 2019, alors qu'Eibar tient tête au champion d'Espagne (2-2).
La saison suivante est en demi-teinte pour La Pulga qui, après quelques matches comme titulaire en premier partie de championnat, finit relégué sur le banc. La Liga est stoppée au mois de mars 2020 en raison de la pandémie de Covid-19 mais la compétition reprend trois mois plus tard, et De Blasis en profite pour se montrer à son avantage, marquant à deux reprises. Cependant, l'Argentin se fait aussi remarquer pour un geste hors des terrains. Il décide de donner sa paie du mois de juillet aux travailleurs d'Eibar, sans rendre cela publique, bien que certains médias finissent par avoir l'information. De Blasis quitte le club en juillet.